# ジョージ・ジャーメイン (初代サックヴィル子爵)
初代サックヴィル子爵ジョージ・サックヴィル・ジャーメイン（英語: George Sackville Germain, 1st Viscount Sackville PC PC (Ire)、1716年1月26日 – 1785年8月26日）は、グレートブリテン王国の軍人、政治家、貴族。アメリカ独立戦争期にアメリカ担当国務大臣（在任：1775年 – 1782年）と第一商務卿（在任：1775年 – 1779年）を務めたことで知られる。1720年から1770年までジョージ・サックヴィル卿（Lord George Sackville）の儀礼称号を、1770年から1782年までジョージ・ジャーメイン卿の儀礼称号を使用した。

## 生涯

### 生い立ち
初代ドーセット公爵ライオネル・サックヴィルとエリザベス・コリヤー（Elizabeth Colyear、1768年6月12日没、ウォルター・フィリップ・コリヤーの娘）の息子として、1716年1月26日にヘイマーケットで生まれ、2月23日にセント・マーティン・イン・ザ・フィールズで洗礼を受けた。洗礼式には国王ジョージ1世も出席したという。1723年から1731年までウェストミンスター・スクールで教育を受けたのち、1731年にダブリン大学トリニティ・カレッジに進学、1734年にアイルランドにおける弁護士資格免許を取得した。また、1733年にB.A.の学位を、1734年7月にM.A.の学位を修得した。アイルランドで教育を受けた理由は父が1731年から1737年までアイルランド総督を務めたためだった。

### オーストリア継承戦争における軍歴

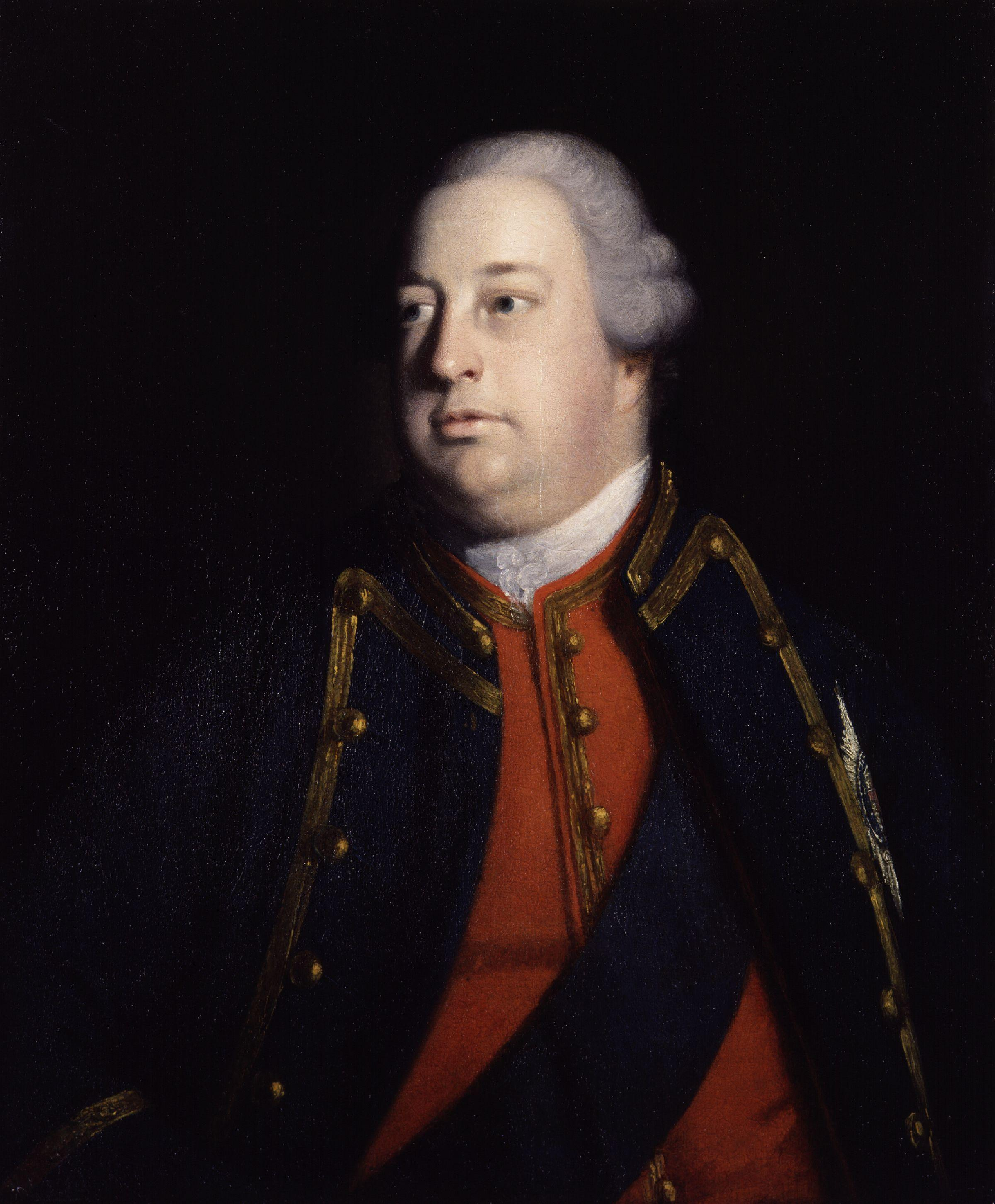
カンバーランド公ウィリアム・オーガスタス。ジョシュア・レノルズ画、1759年頃。

1737年7月に大尉として第7乗馬連隊に入隊、1740年に第28歩兵連隊の中佐に昇進した。1743年4月に連隊がフランドルに派遣されたが、同年6月のデッティンゲンの戦いには参戦しなかった。以降オーストリア継承戦争の大陸ヨーロッパ戦役で戦い、1745年5月11日のフォントノワの戦いでは連隊の先頭に立って敵陣に切り込み、胸を撃たれて重傷を負うが、その時点では連隊が敵陣深くに侵入していたため、サックヴィルは（自軍の軍営ではなく）フランス軍の軍営に担ぎ込まれた。
1745年ジャコバイト蜂起勃発の報せが届くと、連隊が本国に召還されたが、このときカンバーランド公ウィリアム・オーガスタスはサックヴィルを失うことを惜しんだという。第28歩兵連隊はアイルランドの守備につくが、サックヴィルは1746年4月9日に第20歩兵連隊隊長に任命され、カロデンの戦い直後にインヴァネスで連隊と合流した。その後、インヴァネス、ダンディー駐留を経て1747年夏にフランドルに戻り、翌年にアーヘンの和約が締結されると連隊とともに本国に戻り、1749年11月に第12竜騎兵連隊隊長に転じ、1750年に第3カラビニアーズ連隊隊長に転じた。

### 政界入り
父は1731年から1737年までと1751年から1756年までの2期にわたってアイルランド総督を務めたが、その1期目においてサックヴィルは1733年にポータリントン選挙区でアイルランド庶民院議員に当選、以降1760年まで務めた。また、1737年4月23日にアイルランド枢密院秘書官（Clerk of the Council）に任命され、以降1785年まで務めた。父が五港長官も兼任していたため、1741年イギリス総選挙で父の影響力によりドーヴァー選挙区でグレートブリテン庶民院議員に当選した。オーストリア継承戦争でカンバーランド公の部下を務めていたため、議会ではカンバーランド公による軍の指揮が批判されたときに彼を弁護した。
1751年に父がアイルランド総督に再任すると、サックヴィルは1751年9月19日にアイルランド枢密院の枢密顧問官に任命され、また1751年から1755年までアイルランド担当大臣を務めたが、『英国下院史』はこの時期のサックヴィルとアルマー主教ジョージ・ストーンが「アイルランドの実質的な統治者」（the real rulers of the country）になり、野党から激しく攻撃されたとした。ほかにも1750年から1753年までフリーメイソンの一員としてアイルランド・グランドロッジのグランドマスターを務めた。
1755年にイングランドに帰国した。この時点ではホレス・ウォルポールがサックヴィルの演説を称え、父が五港長官としての影響力と一家のイースト・グリンステッド選挙区における影響力をサックヴィルに委ね、さらに母方の親族と陸軍における働きによりスコットランド政界でも盟友が多かったため、政界においても陸軍においても将来有望とされたが、これは4年後には一時両方とも潰えることとなる。
1754年イギリス総選挙の後、サックヴィルは初代ニューカッスル公爵トマス・ペラム＝ホールズから盟友の1人として扱われた。第1次ニューカッスル公爵内閣期の大ピットとヘンリー・フォックスの権力争いにおいてはフォックスがカンバーランド公を嫌っていたため、サックヴィルが大ピットに接近したが、フォックスもサックヴィルの才能を高く評価して彼の支持を得ようとし、大ピットが罷免されてフォックスが組閣を試みたときにはサックヴィルに国務大臣の座が提示された。しかし、サックヴィルは大ピットを政権から排除することが非現実的であると見抜いてフォックスの打診を辞退、王太子ジョージ（後の国王ジョージ3世）が第3代ビュート伯爵ジョン・ステュアートへの手紙（1757年6月）でサックヴィルの決定を称えた。大ピットはサックヴィルを戦時大臣に任命しようとして、国王ジョージ2世に拒否されたが、同年10月にカンバーランド公が軍務から引退すると大ピットはサックヴィルを軍需局副長官に任命した。

### 七年戦争における軍歴

#### サン・マロ襲撃
1755年に少将に昇進、1757年に第3カラビニアーズ連隊隊長から第2（王妃）竜騎衛兵隊隊長に転じた。同1757年にジョン・モードント率いるロシュフォール襲撃に関する調査委員会の委員に任命され、翌年に第3代マールバラ公爵チャールズ・スペンサー率いるサン・マロ襲撃で副指揮官の1人を務めた。遠征軍はカンカルで上陸したのちサン・マロに進軍、いくらかの船舶の積荷を燃やした後サン・マロに戻ったが、フランスの大軍が接近していると知ると急いで乗船した。続いてシェルブール＝オクトヴィルに向かうものの、天候が悪かったため艦隊の指揮官リチャード・ハウは攻撃を行うべきでないと判断、ワイト島に戻った。

#### ミンデンの戦い

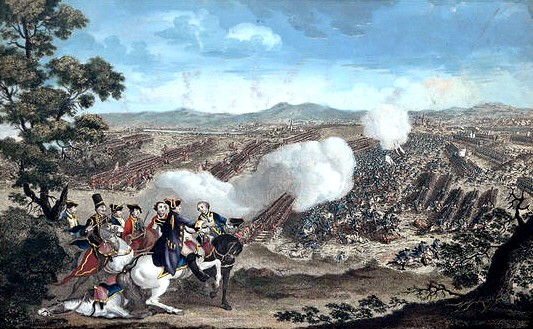
ミンデンの戦い

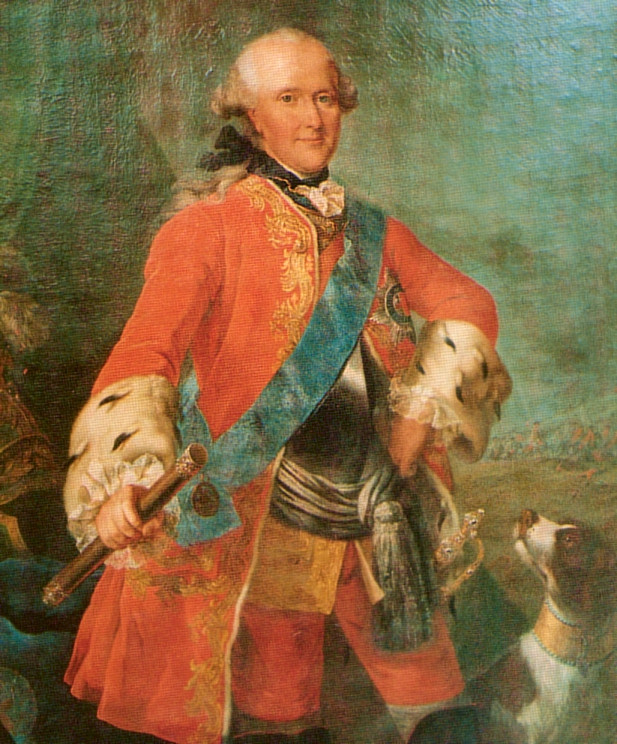
ブラウンシュヴァイク＝ヴォルフェンビュッテル侯子フェルディナント

ワイト島に到着した後、サックヴィルら指揮官はロンドンに戻ったが、マールバラ公爵の軍勢の一部をドイツ戦線への増援に充てることが決定され、マールバラ公爵とサックヴィルは9月にハノーファーに到着した。直後にマールバラ公爵が疫病によりミュンスターで死去すると、サックヴィルがドイツにおけるイギリス陸軍総指揮官に就任した。またサン・マロ襲撃の前の1758年1月27日にグレートブリテン枢密院の枢密顧問官に任命された。
このとき、ブラウンシュヴァイク＝ヴォルフェンビュッテル侯子フェルディナントが（イギリス側の）連合軍の指揮官を務め、グランビー侯爵ジョン・マナーズがサックヴィルの副官を務めたが、サックヴィルが2人と不仲だったとされた。1758年11月にはハノーファー兵から「（サックヴィルの）横柄で皮肉屋の性格に耐えられる外国部隊はいない」の声を挙げられたが、王太子ジョージ（後の国王ジョージ3世）はこれを政治における得点を挙げる好機とみてサックヴィルへの支持を表明、「ドイツの小諸侯がイングランド人指揮官の欠点を見つけると、国王からの指示を待たずにすぐに公表するのは生意気だと思う」（I think it is pretty pert for a little German prince to make public any fault he finds with the English commander, without first waiting for instructions from the King）と述べた。イギリスの国際関係史学者ブレンダン・シムズによると、これは反ドイツ派や海軍重視派が団結してジョージ2世と政権を攻撃する機会だったが、（海軍を重視した）大ピットがフェルディナント側に立ち、結果的には政権攻撃につながらなかった。このように、一時は大事もなかったようにみえたが、1759年8月1日のミンデンの戦いでついに事件が起こった。
8月1日の夜明け直後、フランス軍が連合軍への攻撃をはじめたが、連合軍左翼のイギリス軍6個連隊とハノーファー軍2個連隊は10時までにフランス騎兵の突撃を4度撃退した上、増援のフランス歩兵をも撃退しており、追撃の好機とみられたため、サックヴィルのもとにはイギリス軍の騎兵を率いて前進する命令が何度も届けられた。しかし、サックヴィルは命令があやふやであるとして、出撃しようとしているグランビー侯爵を止め、フェルディナントに対し命令について確認した。最終的にはイギリス騎兵の前進が命じられたが、これは遅きに失した行動だった。戦闘自体は連合軍の勝利に終わったが、フェルディナントは戦闘についての報告をイギリスに送ったとき、戦闘序列にグランビー侯爵の名前を入れたものの、サックヴィルの名前をわざと外した。サックヴィルがフェルディナントに抗議すると、フェルディナントは「私の命令を文字通りに従っていたら、この日の運命を決定づける好機になったはずです。私はその機会をあなたに与えました。（中略）私の命令が従われず、誰も伝令兵を信じようとしないことに私は見過ごすことができません。」と返答した。

#### 軍法会議

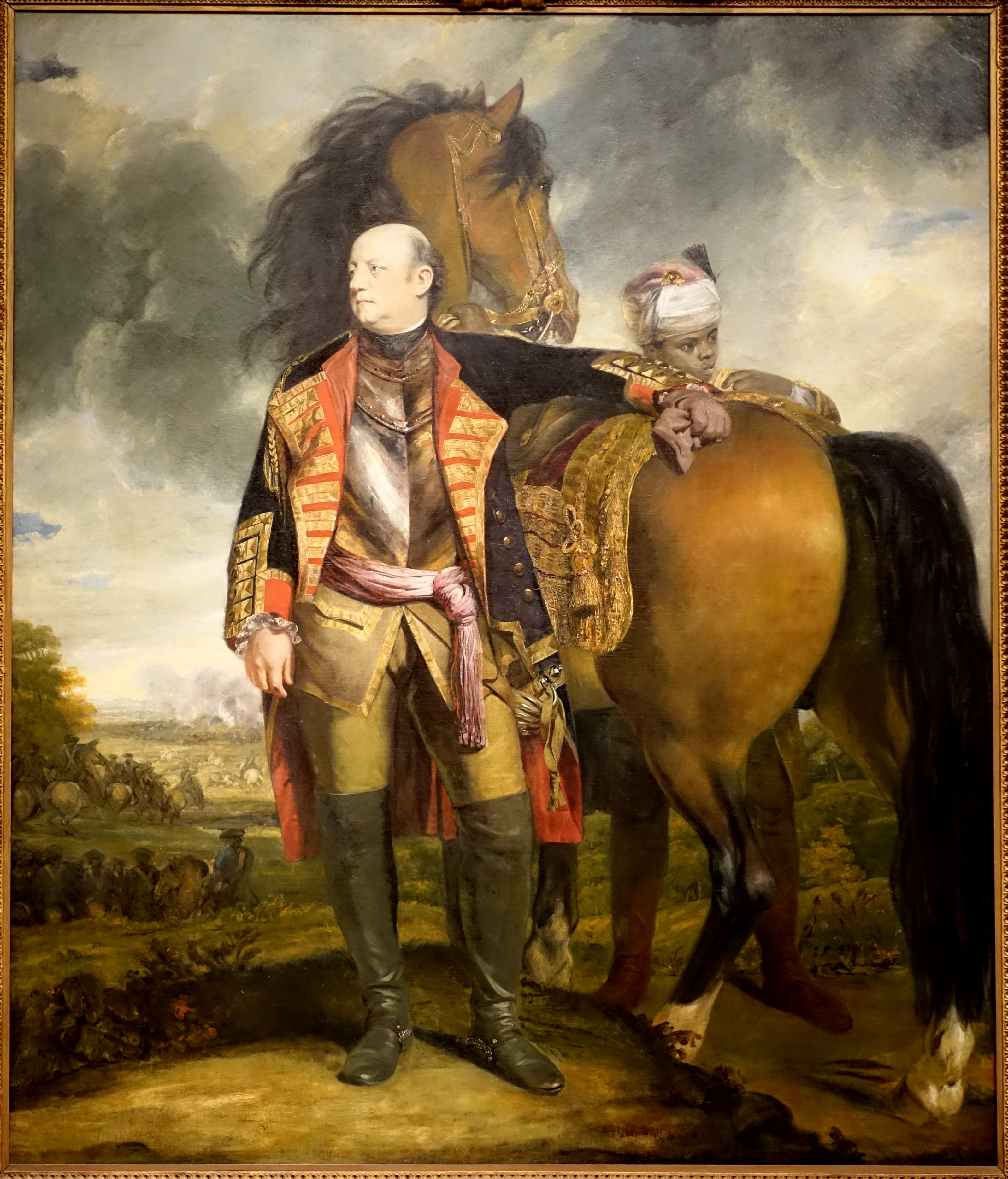
グランビー侯爵ジョン・マナーズ。ジョシュア・レノルズ画、1766年。

サックヴィルはミンデンの戦いの直後に休暇をとり、戦闘から3週間後にはロンドンに戻った。そして、9月10日に戦時大臣の第2代バリントン子爵ウィリアム・バリントンにより軍需局副長官、連隊長、ドイツにおけるイギリス軍総指揮官から解任され、グランビー侯爵が後任の軍需局副長官と総指揮官となった。ホレス・ウォルポールによると、サックヴィルは直ちに軍法会議を求めたが、事件に関連する士官が全員ドイツにいるため不可能であると北部担当国務大臣の第4代ホルダーネス伯爵ロバート・ダーシーに拒否され、兵站総監の初代リゴニア子爵ジョン・リゴニアに至っては「軍法会議が欲しければドイツにでも向かえ」と皮肉をもって返答したという。最終的には軍法会議が1760年2月3日より行われたが、同年4月5日の判決では戦時規則によりサックヴィルにフェルディナントの命令に従う義務があり、したがってサックヴィルは命令不服従で有罪であるとされた。さらに「陛下に対し、何らかの軍事的な職務をもって奉仕する能力がない」（unfit to serve his majesty in any military capacity whatever）と判定され、陸軍における昇進の道を完全に閉ざされた上、国王ジョージ2世がサックヴィルを枢密顧問官から除名するよう命じた。
この不遇期について、後年にホレス・ウォルポールが回想したところによると、「イングランドにおいて、人目のつくところでジョージ卿（サックヴィル）の隣に座ったり、彼に話したりする勇気があったのは私、サー・ジョン・アーウィン、そしてブランド氏の3人だけだった」という。スコットランド貴族の第3代アーガイル公爵アーチボルド・キャンベルは「彼はスコットランド人の友人です。彼の悪口は言わないようにしましょう」と述べ、王太子ジョージもサックヴィルの処遇を「異例であり、我が国の憲法に違反する」としたが、ウォルポールとサックヴィル自身を除き、だれもがサックヴィルの政治生涯が終わりを告げたと考えた。

### 政界への復帰

#### 名声の回復
1760年10月、国王ジョージ2世が死去した。サックヴィルは新王ジョージ3世に謁見して歓迎を受けたが、大ピットなどの閣僚が怒り、結局サックヴィルは以降の謁見を取りやめざるを得ず。1761年イギリス総選挙でイースト・グリンステッド選挙区とハイス選挙区の両方で当選、後者の代表として議員を務めることを選択した。そして、1761年12月に庶民院で七年戦争の継戦に関する演説を行って政界に復帰したが、ジョージ3世はサックヴィルに同情的でありながらサックヴィルへの処分を取り消せなかったため、サックヴィルはグレンヴィル内閣期には野党に回った。一方でほかの野党諸党派から距離を置き、第1次ロッキンガム侯爵内閣の成立（1765年7月）に際して第2代エグモント伯爵ジョン・パーシヴァルから賛否を聞かれたときはあくまでも国王への支持に重点を置くとして、盟友のチャールズ・タウンゼンドを庶民院院内総務に推薦するに留まった。
同年10月10日に父が死去するとノウル・パークの地所を継承した。そして、12月1日にアイルランド副大蔵卿に任命され、20日に枢密顧問官に復帰したが、ロッキンガム侯爵への支持を決めたわけではなく、印紙法廃止をめぐっては野党に回り、さらに1766年7月に大ピット（同年にチャタム伯爵に叙爵）が組閣すると、大ピットは即座にサックヴィルをアイルランド副大蔵卿から解任した。一方、グレンヴィル内閣期に敵対したジョージ・グレンヴィルとは1766年1月に和解した。以降1768年までチャタム伯爵内閣への攻撃を続けつつ、議会での演説では常に平静を保ち、野党急進派の動きには加わらなかった。
1768年イギリス総選挙ではハイス選挙区で落選したが、代わりにイースト・グリンステッド選挙区で当選、以降1782年に叙爵されるまで同選挙区で再選を続けた。続くグラフトン公爵内閣期（1768年 – 1770年）では1769年よりジュニアスという偽名を使用する作家による、政権を攻撃する文書が次々と出版され、その正体について多くの説が唱えられたが、ジュニアスの正体をサックヴィルとする説もサー・ウィリアム・ドレイパーにより唱えられた（ただし、ブリタニカ百科事典第11版はこの説を誤りだとしている）。また、1769年12月16日にエリザベス・ジャーメインが死去すると、サックヴィルはエリザベスの夫初代準男爵サー・ジョン・ジャーメインの遺言状に基づきノーサンプトンシャーのドレイトン地所を継承、1770年2月16日に私法案による議会立法を経て姓をジャーメインに改めた。

#### ジョンストンとの決闘

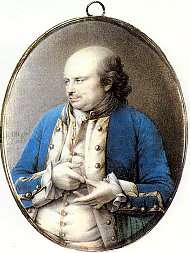
ジョージ・ジョンストンの肖像。ジョン・ボグル画。

1770年12月、元西フロリダ総督ジョージ・ジョンストンとの決闘事件が起こった。ジョンストンはもとより口が悪い人物であり、あるとき「自身の名誉は顧みないのになぜ国の名誉を顧みるのか」とジャーメインを批判、ジャーメインが謝罪を求めてジョンストンに拒否されると、2人はハイド・パークで決闘することになった。ジョンストンの撃った銃弾がジャーメインのピストルの銃身に当たると、ジャーメインは「（当たったのが）あなた自身でなくてよかった」（I am glad, my lord, it was not yourself）と述べ、これがきっかけとなってジョンストンはジャーメインと和解し、後にジャーメインのふるまいを称賛した。ホレス・ウォルポールは「ジョージ・サックヴィル卿が何だったにせよ、ジョージ・ジャーメイン卿は英雄である」（Lord George Germain is a hero, whatever Lord George Sackville may have been）と評し、『英国下院史』もこの決闘がミンデンの戦いによる「臆病」という悪いイメージを払拭したと評した。

#### ノース内閣期の平議員として
1770年11月にグレンヴィルが死去すると、今度はロッキンガム侯爵がジャーメインを自派に引き入れようとし、ジャーメインを1771年1月から2月にかけての自派の会合に招待したが、ジャーメインはロッキンガム派の政見に賛成しておらず、1772年末にイギリス東インド会社の規制をめぐる法案でノース内閣を支持して野党だったロッキンガム派を失望させた。
その後の2年間には特定の会派に属しなかったが、1773年5月にロバート・クライヴを擁護するなど議会での演説を精力的に行い、『英国下院史』はこの時期をジャーメインの演説者としての影響力が最も大きかった時期であるとして、中でも1774年初の米州植民地に関する演説を影響力の最も大きい演説とした。
1774年初にはボストン茶会事件によりボストン港法やマサチューセッツ政府法などの対策法が可決されたが、ジャーメインは1774年5月2日の演説でこれらの施策を擁護、「近くに座っている名誉ある紳士（ヘンリー・シーモア・コンウェイ）は論争が些細な事柄、すなわち税金に関するものであると述べた。誰がこのような主題に論議するか？ただ税金を諦めるだけでアメリカを沈静化できるならば、[...]その方策に飛びついて、平和、そして母国と植民地の意志疎通を促進すべきではないか？しかし、今税金を諦めたら、[...]私たちはグレートブリテンの憲法から離れることになる。ここで立場を堅持しなければ、私たちのうち最も有能の人でも（本国の）主権を支持する根拠を見つけられないだろう。[...]ここで退いたら、あいつらは全ての権利を主張して、私たちの議会（Parliament）をあいつらの議会（assembly）に取り替えるだろう。」と述べた。

### ノース内閣の大臣として
1774年4月には早くもジャーメインへの官職任命や軍階の復帰が噂されたが、彼は1775年10月にも首相ノース卿からの「いかなる植民地との紛争を決着させる権限つきで」アメリカに向かうとの打診を断り、11月に招聘を受けてアメリカ担当国務大臣に就任した。また第一商務卿にも任命され、1779年まで務めた。
アメリカ担当国務大臣としてアメリカ独立戦争対策に精力的に関わり、「根気よく募兵計画を立て」（ホレス・ウォルポールの言葉）、「1年目の戦役ですべてを終わらせられると信じ、これによって自身の大臣としての名声を打ち立て」（ベテラン議員ジョージ・セルウィンの言葉）ようとした。また、武力をもって米州植民地を再征服するのではなく植民地の人民の良識を頼るべきとして、ロイヤリスト部隊の助けを借りた。
しかし、閣僚や陸軍指揮官の大半との折り合いが悪く、ウィリアム・ハウとジョン・バーゴインの帰国にあたり2人の作戦失敗を責め、大法官の第2代バサースト伯爵ヘンリー・バサーストや海軍大臣の第4代サンドウィッチ伯爵ジョン・モンタギューとも言い争った。バーゴインがサラトガの戦いでアメリカ軍に降伏して、ハウが辞任を申し出るとジャーメインはジョージ3世の信任も失い、ジョージ3世が1778年1月にノース卿に対し、ハウとジャーメインのどちらを引退させるべきか諮問する結果となった。ジャーメインはちょうどこの時期に妻が死去していて悲しんでいたが、結局説得されて留任した。
1778年5月に五港長官への転任を申請したが、その一環としての内閣改造が失敗に終わったため結局沙汰止みとなり、アメリカ担当国務大臣に留任した。しかし、ジョージ3世や閣僚に嫌われ、陸軍から不信感を抱かれた状態での留任であり、1779年に第一商務卿から解任されたとき（後任は第5代カーライル伯爵フレデリック・ハワード）も「返す言葉もない」（I have no reply to make）とノース卿に返答した。『英国下院史』はこの「ジャーメインがアメリカにおける軍事作戦への責任を負うものの、陸軍への権威は少なく、海軍への権威は全くなかった」状態をイギリスの敗因の1つとして挙げた。
野党も20年前のミンデンの戦いを取り上げてジャーメインを臆病であるとして攻撃した。また、野党は国務大臣が南部担当、北部担当、アメリカ担当に分かれているという制度の改革を財政改革に結び付け、経費削減を理由にアメリカ担当大臣の廃止を主張したが、これは同時にジャーメインとジョージ3世への嫌がらせにもなった。
戦況がさらに悪化した1780年5月にはヘンリー・シーモア・コンウェイが対米戦争で講和して、フランス王国とスペイン王国との戦争に集中するとの動議を提出、エドマンド・バーク、チャールズ・ジェームズ・フォックス、第3代リッチモンド公爵チャールズ・レノックスが賛意を表明したが、ノース内閣は拒否、ジャーメインはこの動議の影響として「フランスとアメリカはすぐにでも強力な軍勢をニューファンドランドに送り、私たちの漁場を奪い、海軍の養成所を破壊するだろう。その次はカナダで、西インド諸島での領有地ももぎ取られる」と述べた。
1781年10月、第2代コーンウォリス伯爵チャールズ・コーンウォリスがヨークタウンの戦いで敗れて降伏するが、ジャーメインは庶民院での発言で引き続きアメリカを維持することの重要性を説き、1782年1月になってもアメリカを失うことは「ヨーロッパ諸国におけるイギリス帝国の地位を破滅させることになる」と戦争を継続すべきとの主張を崩さなかった。

### 晩年
ジョージ3世がガイ・カールトンを総指揮官として任命しようとするとき、ジャーメインはまたしても辞任を迫られ、1782年2月にそれに応じた。直後の1782年2月11日にグレートブリテン貴族であるサセックス州におけるボールブルック男爵とノーサンプトンシャーにおけるドレイトンのサックヴィル子爵に叙された。このとき、ジャーメインが子爵への叙爵を求めた理由は、自身の秘書を務めたことのある初代ウォルシンガム男爵ウィリアム・ド・グレイ、自身が雇った弁護士初代ラフバラ男爵アレクサンダー・ウェッダーバーン、父のアイルランド総督在任期に小姓(page)を務めた初代アマースト男爵ジェフリー・アマーストより高い序列(rank)を保ちたいためだった。この叙爵は貴族院で大反対を受け、カーマーゼン侯爵フランシス・オズボーンに至っては軍法会議での刑罰が有効のままだったことを理由に、貴族への叙爵に適さないと表明する動議を提出したが、これは否決された。ジャーメインが貴族院に初登院した日にも同様の動議が提出されたが、やはり否決されている。
貴族院では党派性が薄れ、チャールズ・ジェームズ・フォックスの東インド法案に反対して、小ピットの東インド法案を支持したものの、アイルランドの通商問題では小ピットに反対した。
1785年8月26日にストーンランド・ロッジで病死、息子チャールズが爵位を継承した。

## 人物
長身で強健な体つきだった。英国人名事典によると、ジャーメインは立派な文庫を所有したものの、学問への興味が薄く、ジャーメインの知人は彼が本をほとんど読まなかったと主張した。
公の場では横柄な態度をとりがちであり、七年戦争でドイツに派遣されたとき、ドイツにおけるイギリス陸軍の総指揮官に就任してからわずか1か月後にはハノーファー兵から「横柄で皮肉屋の性格で、耐えられる外国部隊はいない」の声を挙げられた。
一方で友人の間では感じのよい人とされる。ホレス・ウォルポールは度々ジャーメインの演説の才能を称えた。

## 家族
1754年8月3日、ダイアナ・サムブルック（Diana Sambrooke、1778年1月15日没、ジョン・サムブルックの娘）と結婚、2男3女をもうけた。
- ダイアナ（1756年7月8日 – 1814年8月29日） - 1777年11月26日、第2代グランドア伯爵ジョン・クロスビーと結婚
- エリザベス - 1781年10月28日、ヘンリー・アーサー・ハーバート（英語版）と結婚、2男1女をもうけた[32]
- チャールズ（1767年 – 1843年） - 第2代サックヴィル子爵、第5代ドーセット公爵
- ジョージ（1770年12月7日 – 1836年5月31日） - 1814年12月、ハリエット・ピアース（Harriet Pierce、1835年4月18日没）と結婚、1女をもうけた
- キャロライン（1789年没） - 生涯未婚